# Шмидт, Арно
Арно Отто Шмидт (нем. Arno Otto Schmidt; 18 января 1914 — 3 июня 1979) — немецкий писатель, переводчик, интеллектуал-аутсайдер. Автор произведения алый закат

## Биография и творчество
Во время Второй мировой Шмидт в составе Вермахта служил в Норвегии, после британского плена работал при полицейской школе, почти всю жизнь страдал от тяжёлой нищеты. Свою первую книгу рассказов «Левиафан» опубликовал в 1949 году. В 1955 году на него был подан иск за распространение порнографии и кощунство в рассказе «Озерный пейзаж с Покахонтас» (в следующем году дело было прекращено). Продолжатель традиции немецкого экспрессионизма, радикальный антимилитарист, антиклерикал, поборник раскованного ума и художественной свободы, Арно Шмидт определил собственное направление развития немецкой литературы. Его последний роман «Сон Цеттеля» (1970) стал интеллектуальным бестселлером.
Ранние рассказы Арно Шмидта исполнены в экспрессионистско-джазовой манере. Это истории людей, глубоко поражённых войной, которые ищут себя через любовь, эротику, литературу. Они провоцируют, иронизируют и своим интеллектом, стилем, жизнью восстают против монстров «реставрационной» Германии 1950-х годов — консервативности, клерикализма, ложных авторитетов и отказа от ответственности за войну.

## Признание
- Литературная премия Академии науки и литературы в Майнце (1950)
- Премия им. Теодора Фонтане (1964)
- Премия им. Гёте (1973).

### Биографии
- Hans-Michael Bock: Bibliografie Arno Schmidt 1949-1978 . 2., verbesserte und ergänzte Ausgabe. edition text + kritik, München 1979 (Standardausgabe)
- Karl-Heinz Müther und andere: Arno Schmidt (1914-1979). Bibliographie und audiovisuelle Zeugnisse zu Leben, Werk und Wirkung CD-ROM; Verlag Aisthesis 1995.
- Karl-Heinz Müther: Bibliographie Arno Schmidt 1949-1991. Bielefeld 1992[7]
- Robert Weninger: Arno Schmidt - Auswahlbibliographie. Wissenschaftliche Sekundärliteratur nach Titeln und Themen. 2., erweiterte Auflage. München: edition text + kritik, 2006

### Общие обзоры жизни и творчества
- Bernd Rauschenbach. Schmidt, Arno Otto . // Neue Deutsche Biographie . - Berlin: Duncker & Humblot, 2007. - Band 23. - S. 177-179 ( Ссылка ).
- Arno Schmidt? - Allerdings! . Marbach 2006 (Marbacher Kataloge; zur Ausstellung in Marbach 2006).
- Wolfgang Albrecht: Arno Schmidt . JB Metzler, Stuttgart und Weimar 1998 (Vorstellung und Bilanz bisheriger Forschung; Interpretationsansätze).
- Marius Fränzel: "Dies wundersame Gemisch». Eine Einführung in das erzählerische Werk Arno Schmidts . Ludwig, Kiel, 2002, ISBN 3-933598-54-0 .
- Wolfgang Martynkewicz: Arno Schmidt . Rowohlt, Reinbek bei Hamburg 1992, ISBN 3-499-50484-7 (Rowohlts Monographien 484).
- Jan Philipp Reemtsma: Über Arno Schmidt. Vermessungen eines poetischen Terrains . Suhrkamp, Frankfurt am Main 2006, ISBN 3-518-41762-2 .
- Michael Matthias Schardt, Hartmut Vollmer (Hrsg.): Arno Schmidt. Leben - Werk - Wirkung . Rowohlt, Reinbek 1990, ISBN 3-499-18737-X .

## Издания на русском языке
- Шмидт А. Республика ученых: Роман / Пер. с нем. Ю. Архипова, А. Дранова // Гелиополис: Немецкая антиутопия: Романы. — М.: Прогресс, 1992. — 812 с. — (Утопия и антиутопия XX века. Том 3).
- Шмидт А. Каменное сердце: Исторический роман, действие которого разворачивается в 1954 году после Рождества Христова / Пер. с нем. и предисл. Т. Баскаковой. — М.: Комментарии, 2002. — 316 с.
- Шмидт А. Ничейного отца дети: Из жизни одного фавна. Брандова пуща. Черные зеркала: Романы / Пер. с нем., комм. и послесл. Т. Баскаковой. — СПб.: Издательство Ивана Лимбаха, 2017. — 648 с.
- Шмидт А. Гениальные воры: О смысле и ценности плагиата / Пер. с нем., комм. А. Филиппова-Чехова. — М.: libra, 2017. — 51 с.
- Шмидт А.  «Фарос, или О могуществе поэтов» // Иностранная литература / Пер. с нем. Татьяны Баскаковой. — М., 2021. № 3. С. 29-58.